# Selenia dissecta
Selenia dissecta är en korsblommig växtart som beskrevs av John Torrey och Asa Gray. Selenia dissecta ingår i släktet Selenia och familjen korsblommiga växter. Inga underarter finns listade i Catalogue of Life.